# Винченцони, Лучано
Лучано Винченцони (англ. Luciano Vincenzoni, итальянское произношение: [luˈtʃaːno vintʃenˈtsoːni] ; 7 марта 1926 г. — 22 сентября 2013) — знаменитый и плодовитый итальянский сценарист. В период с 1954 по 2000 год написал сценарии для 65 фильмов.

## Биография
Винченцони родился в Тревизо, Венето. Он, вероятно, наиболее известен в мировом кинематографе благодаря написанию сценариев для фильмов Серджо Леоне «На несколько долларов больше» (1965) и «Хороший, плохой, злой» в 1966 году, но он также написал сценарии для ряда других спагетти-вестернов.

## Фильмография
Его заслуги в написании сценариев также включают:
- Странники (1956)
- Итальянцы, они сумасшедшие (1958)
- Восстание наёмников (1961)
- Ла вита агра (1964)
- Соблазнённая и покинутая (1964)
- Дамы и господа (1966)
- Смерть верхом на лошади (1967)
- Наёмник (1968)
- За пригоршню динамита (1971)
- Смерть среди айсбергов (1977)
- Без компромиссов (1986)
- Однажды преступив закон (1992)
- Малена (2000)